# محانيه يهودا
محانيه يهودا أو معسكر يهودا هو حي تاريخي أسّسه عام 1887 المصرفي السويسري المسيحي يوهانس فروتيجر وشركاؤه اليهود جوزيف نافون وشالوم كونستروم، ويقع في مدينة القدس بفلسطين المحتلة على الجانب الشمالي من الطريق المتجه إلى مدينة يافا. سُمي حي محانيه يهودا بهذا الاسم نسبة إلى يهودا شقيق جوزيف نافون أحد مؤسسي الحي، والذي توفي في سن مبكرة فأطلق أخوه اسمه على الحي بعد إنشائه.
كان محانيه يهودا في نهاية القرن التاسع عشر يضم 162 منزلاً كان يشغلها في الأصل سكان الطبقة المتوسطة العليا، قبل أن يُصبح حيًا للطبقة العاملة بداية من أواخر عشرينيات القرن العشرين ويُعتبر الحي في الوقت الحالي جزءًا من منطقة نحلاؤوت.

## الموقع
يحد حي محانيه يهودا من جهة الشمال شارع ديفيد يلين، ومن جهة الشرق شارع يوسف بن متتياهو، ومن جهة الجنوب شارع يافا ومن جهة الغرب شارع نافون.

## لمحة تاريخية

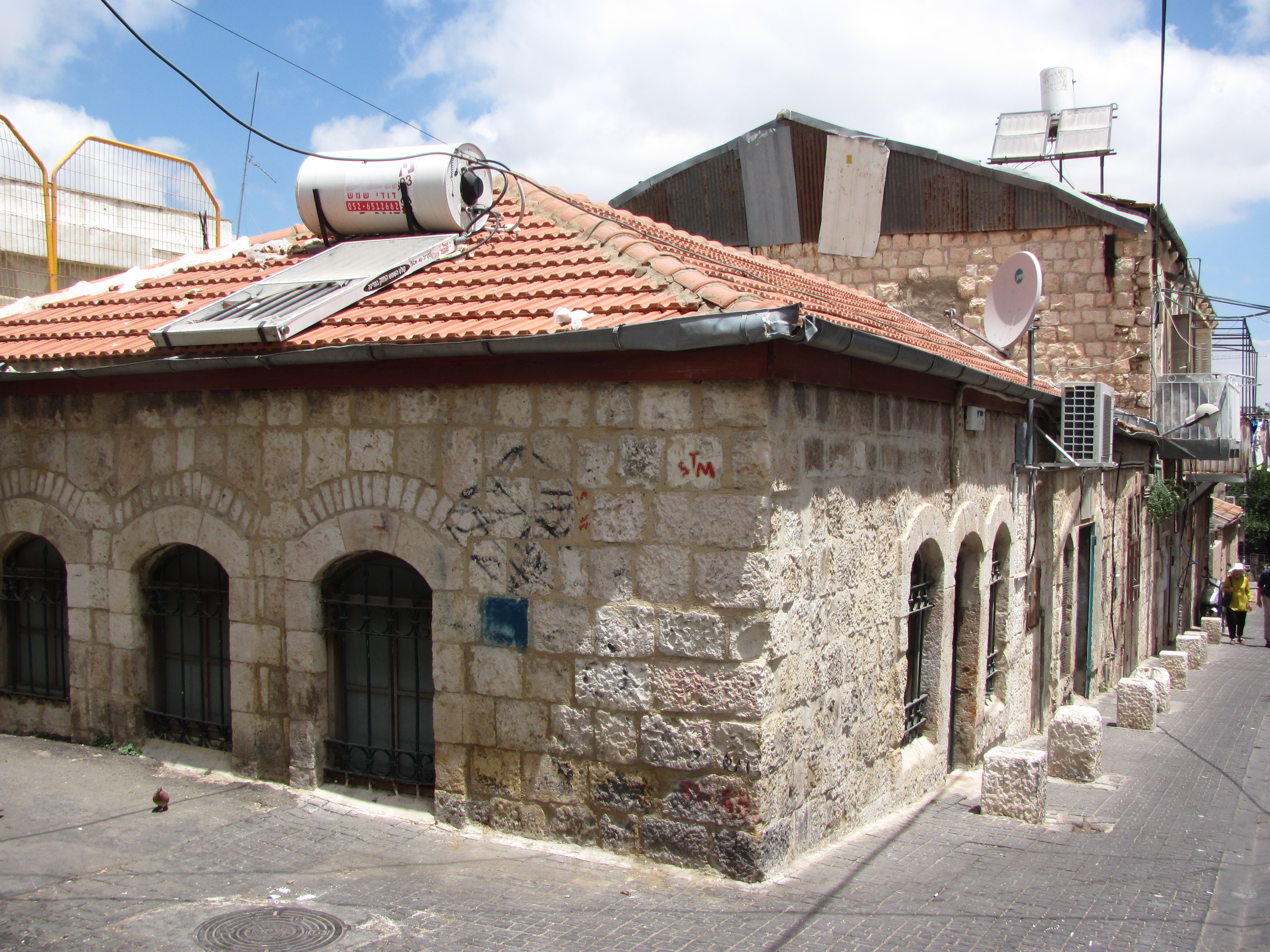
مبنى أصلي مكون من طابق واحد في حي محانيه يهودا

أنشئ حي محانيه يهودا في عام 1887، ويقع على أرض مملوكة لبنك فروتيجر الذي يمتلك مساحات أخرى في جميع أنحاء المدينة. كان جوزيف نافون قد أعلن عن المشروع السكني في البداية على صفحات العدد 26 في صحيفة حفاتسيلت في عام 1882، وهو إعلان وعد أول خمسين أسرة بقطعة أرض مجانية بشرط أن يبنوا منازلهم في غضون ستة أشهر. ولكن في حالة عدم استيفاء هذا الشرط، فسيُطلب منهم دفع مبلغ قدره 300 غروشن مقابل الأرض، وإلا أن أحدًا لم يرد على هذا الإعلان.
توصل كونسورتيوم المصرفي السويسري المسيحي يوهانس فروتيغر وشريكيه اليهود نافون وشالوم كونستروم بعد خمس سنوات إلى خطة أخرى لبيع الحي. دعت هذه الخطة كل مشتري منزل إلى دفع 25 نابليون مقدمًا مقابل الأرض، ودفع 150 نابليون المتبقية من التكاليف، بما في ذلك تكلفة الأرض والبناء والصيانة المشتركة لخزانات المياه والطرق، على مدى 15 عامًا بمعدل 10 نابليون في السنة. أثبتت هذا التطريقة أنها أكثر جاذبية للمشترين الذين اقتنصوا العرض الأولي. وفي شهر أيلول (سبتمبر) عام 1887 وحده كان هناك 39 مشترٍ قد سجلوا أسمائهم لشراء المنازل.
كانت المباني الأخرى المجاورة للحي في وقت بنائه، تقع على الجانب الجنوبي من طريق يافا: فيما عدا منزل من طابقين يشغله القنصل العام البريطاني في القدس (أصبح اليوم مركز شرطة محانيه يهودا) يقع على الجانب الشرقي، و حي بيت يعقوب الذي أنشئ في عام 1885، والذي يقع على جهة الغرب. وبحلول نهاية عام 1888 بُني نحو 50 منزلاً في محانيه يهودا وبدأ بعض المشترين في إعادة بيع منازلهم. وبعد عقد من الزمان، تم بناء 162 منزلا، وكانت هذه المنازل مُشيدة بطريقة نموذجية بمقاييس ذلك العصر حيث كانت تحتوي على غرفة داخلية يمكن الوصول إليها من غرفة خارجية.

### في العصر الحديث

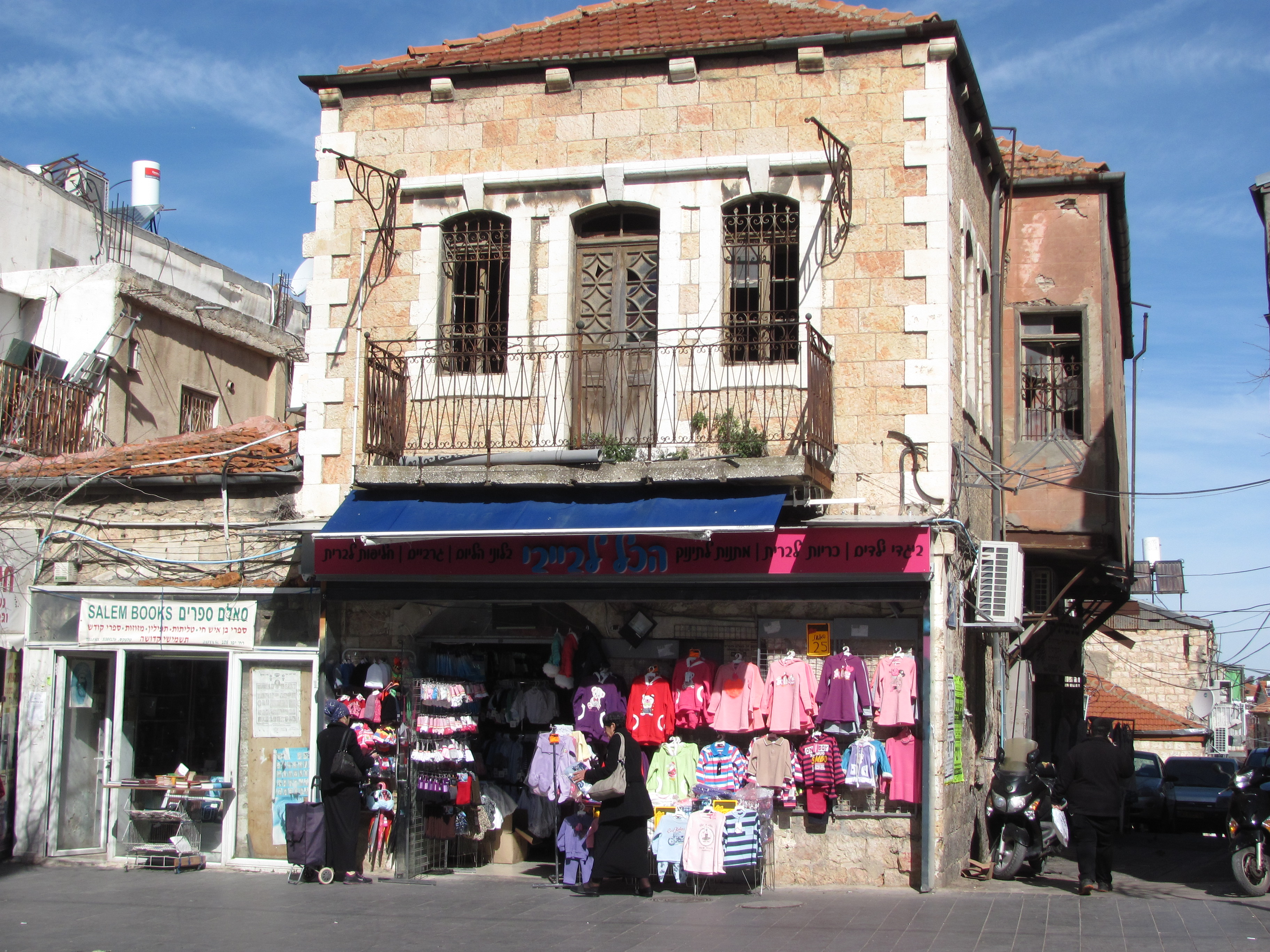
واجهة أحد مباني حي محانيه يهودا اولتي تطل على الطريق المتجه إلى يافا

أعيد تصميم موقف الحافلات السابق بين شارعي مهوياس وفاليرو الواقع على الطريق المتجه إلى يافا وتحويله إلى ساحة حضرية في عام 2011. وكان هذا المشروع الذي بلغت تكلفته 5 ملايين شيكل، والذي أعيدت تسميته فيما بعد إلى ساحة فاليرو على اسم المصرفي المقدسي جاكوب فاليرو، يتميز بواجهة من الجرانيت والحجر الجيري، كما تم تركيب إضاءة جديدة له. تستضيف ساحة فاليرو سوق أربعات هامينيم البلدية السنوي قبل عطلة عيد العرش. وفي كانون الأول (ديسمبر) عام 2014 تم الكشف عن تركيب فني حضري بقيمة 2 مليون شيكل في ميدان فاليرو. كان العمل الإنشائي الذي حمل اسم "زهرة"، يتضمن أربعة أزهار ضخمة من النايلون الأحمر تشبه الخشخاش موضوعة فوق جذوع معدنية تفتح وتنغلق هوائياً تحت تأثير الحركة والصوت تحتها ومن حولها، ولكن لم يكد يمضي سوى شهرين فقط حتى تعرضت بتلات النايلون لأضرار جسيمة بسبب الأمطار والرياح والثلج والتلوث. وعلى عكس المباني المواجهة لطريق يافا في الأحياء التاريخية لأهل شلومو وشعري يروشالاييم إلى الغرب، تم الحفاظ على مباني محانيه يهودا المواجهة لطريق يافا أثناء إنشاء القطار الخفيف في القدس.

## السكان
كان أصحاب المنازل الأوائل في حي محانيه يهودا من الطبقة المتوسطة العليا، وكان من بين سكان الحي البارزين من يهود السفارديم ريشون لتسيون في القدس، والحاخام رفائيل مئير بانيجل، والحاخام إلياهو نافون وابنه جوزيف نافون، وشالوم كونستروم، وإسرائيل دوف فرومكين، وإفرايم كوهين مدير مدرسة ليميل. ومنذ أواخر عشرينيات القرن العشرين، بدأ الحي يجتذب المهاجرين اليهود من الطبقة العاملة من كردستان وبغداد وحلب. استمر المهاجرون من الطبقة الوسطى الدنيا والفقراء البغداديون هناك في التحدث باللغة العربية العامية، وتناول المأكولات التقليدية، والاحتفاظ بالطرق التقليدية لترتيب الزيجات. وسجل الإحصاء الذي أجراه مكتب الهستدروت عام 1916 وجود 152 عائلة تضم 512 فردًا في حي محانيه يهودا، وفي عام 1938 أشار تعداد القدس إلى وجود 600 شخص يعيشون في حي محانيه يهودا، سواء من اليهود الأشكناز أو السفارديم.

## المؤسسات الدينية

### المعابد اليهودية

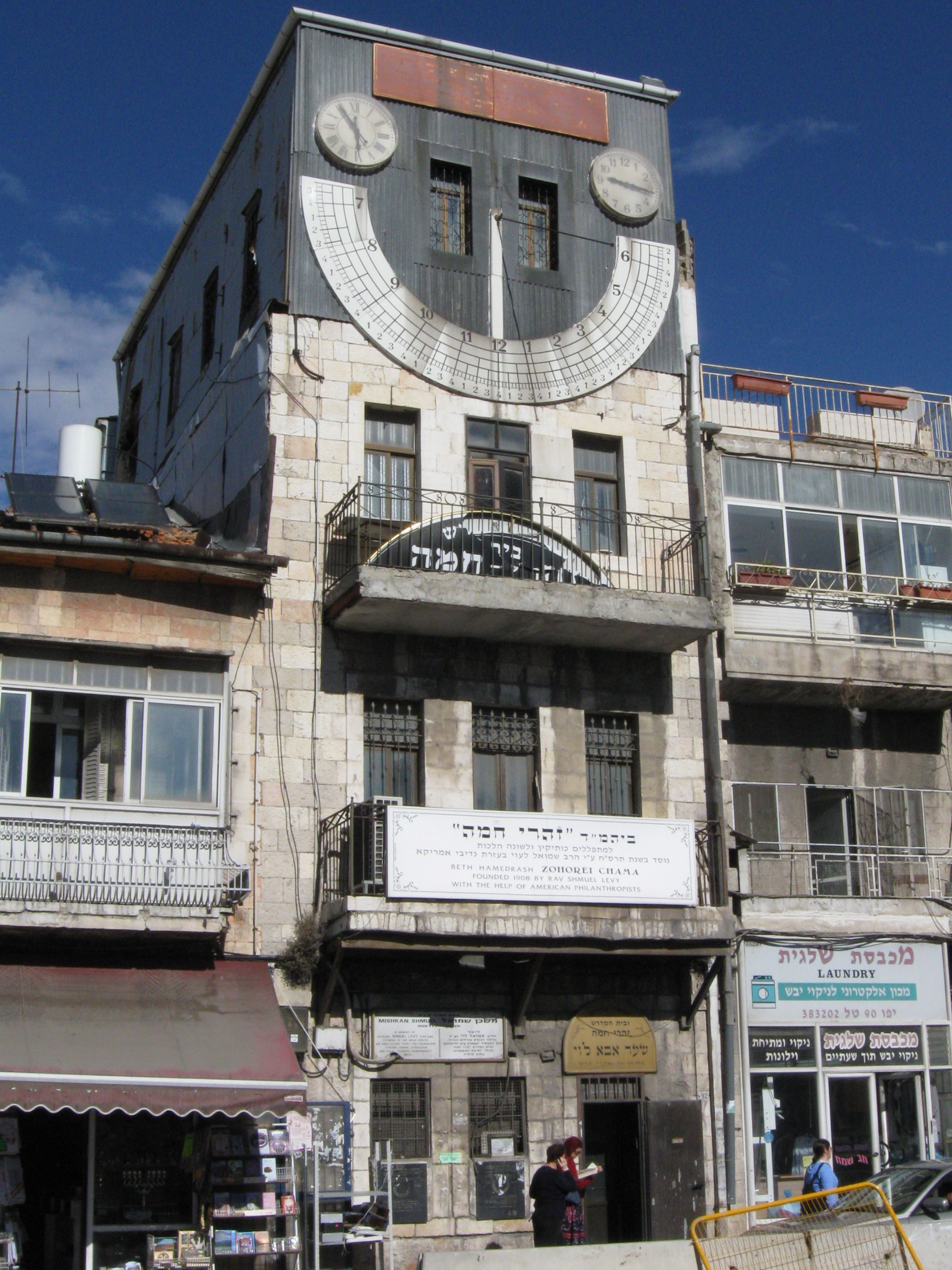
كنيس زوهري شامة (مبنى الشمس) في حي محانيه يهودا

يضم حي محانيه يهودا ثمانية معابد يهودية، وتشمل هذه المعابد كنيس زوهري شامة والذي يُعرف أيضًا باسم "مبنى الشمس"، وهو كنيس مفتوح للصلاة على مدار اليوم. يتألف الكنيس من مبنى حجري مكون من ثلاثة طوابق مع علية خشبية، وكان هناك أيضًا معرض في الطابق الخامس من المبنى الأصلي. شُيّ المبنى فوق شقة في محانيه يهودا اشتراها شموئيل ليفي في أوائل القرن العشرين، وقد صُمم المبنى في الأصل ليكون نزلًا يتسع لـ 50 ضيفًا مع وجود معبد يهودي في الطابق الثالث.

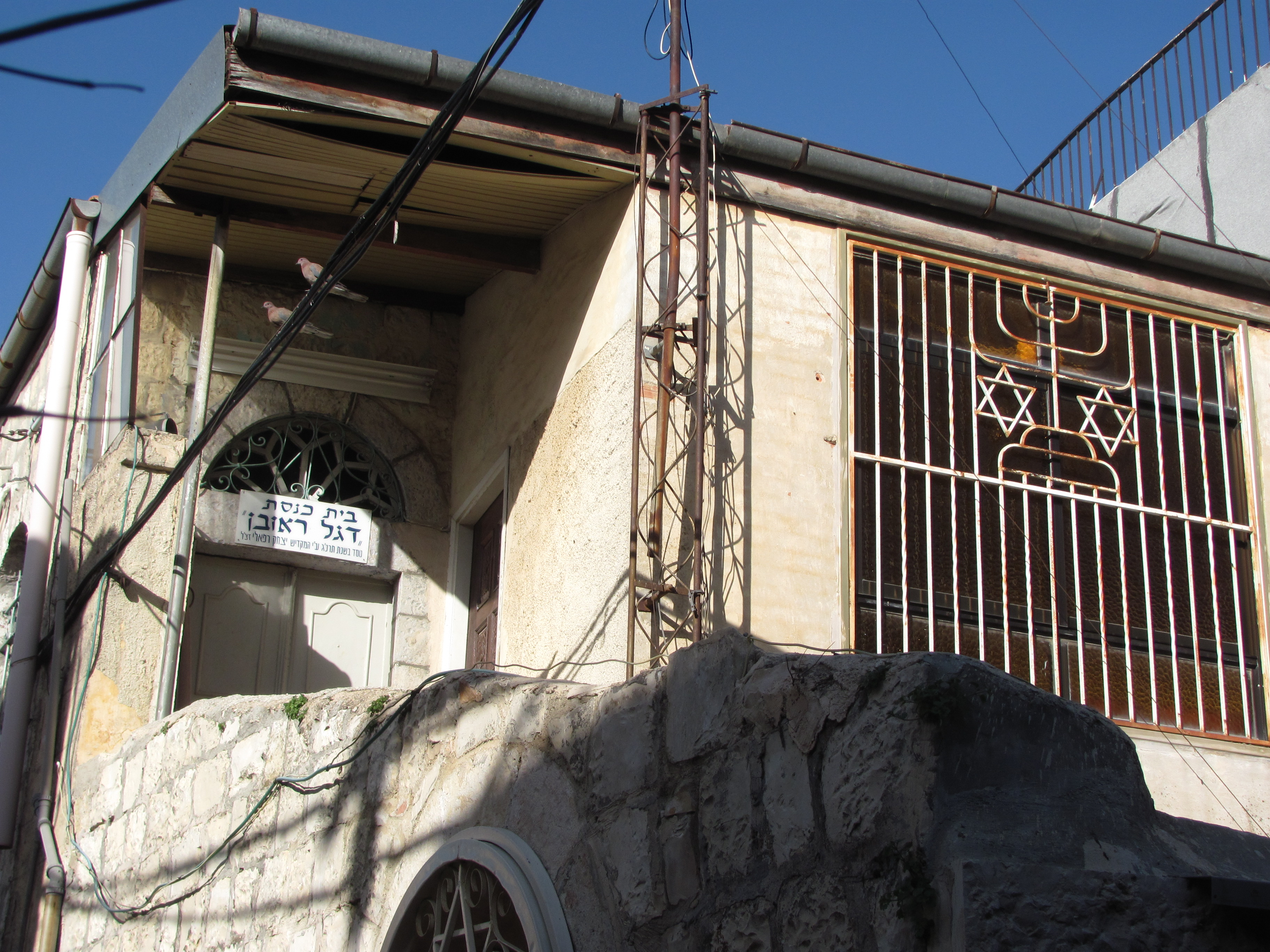
كنيس ديجل روفين في حي محانيه يهودا

قام السنيور أهارون سيلفيرا (المتوفى في عام 1925) في الطابق العلوي من شقته المكونة من طابقين في محانيه يهودا بإنشاء مبنى كنيس ومدرسة سيلفيرا الذي عُرف بعد وفاته باسم زيشوت أهارون. كما أنشئ كنيس ديجل روفين، الذي يقع أيضًا في الطابق الثاني من المبنى في عام 1893 لليهود المزراحيون.

### مدرسة صفا اميس
في عام 1925، أسس الحاخام الأكبر أبراهام مردخاي ألتر مدرسة صفا إيميس يشيفا في حي محانيه يهودا. جاء الحاخام للعيش في المدرسة الدينية من عام 1940 حتى وفاته في عام 1948، ودُفن في فناء المدرسة الدينية. كان ابنه الحاخام بنحاس مناحم ألتر سابع حاخام أكبر أقام أيضًا في المدرسة الدينية ودُفن بجانب والده في عام 1996، ووُضعت قطعة من الطوب الأحمر فوق القبرتين.

## التأثير الثقافي

### في الأدب
كان حيّ محانيه يهودا هو موقع أحد المشاهد في رواية "مثل جفون الصباح" للكاتب حاييم ساباتو والتي نُشرت في عام 2004، ثُمّ تُرجمت إلى اللغة الإنجليزية في عام 2006.